# Brachystegia zenkeri
Brachystegia zenkeri é uma espécie de legume da família Leguminosae.
Apenas pode ser encontrada nos Camarões.
Esta espécie está ameaçada por perda de habitat.